# Calvana

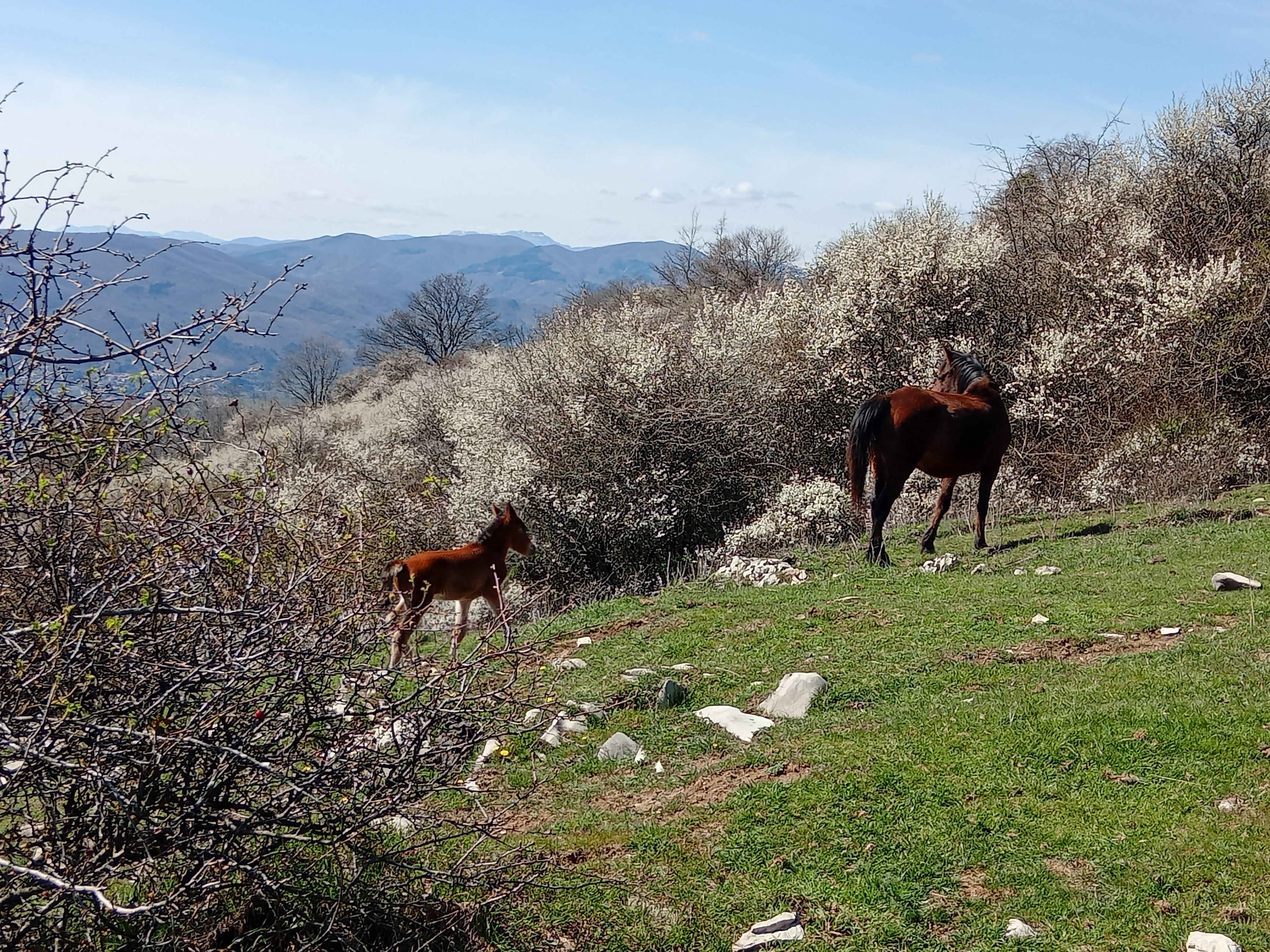
Cavalli selvatici sulla Calvana presso il Monte Maggiore (con puledro)

La Calvana è una catena montuosa, appartenente sia geograficamente che morfologicamente all'Appennino. Posta fra la valle del Bisenzio ed il Mugello è caratterizzata da una serie di rilievi che si snodano per una quindicina di chilometri fra i 700 e gli 800 metri, ma raggiungendo, nel tratto centrale, anche altezze maggiori (Monte Maggiore, 916 metri). Fa parte del Subappennino toscano.
Posta al confine tra le province toscane di Prato e Firenze, vi si trovano un'area naturale protetta di interesse locale (ANPIL), un sito di interesse comunitario, un Sito di interesse regionale (SIR) e un complesso forestale facente parte del Patrimonio Agricolo-Forestale Regionale.

## Morfologia
La catena della Calvana prende corpo da Montecuccoli in provincia di Firenze nel comune di Barberino di Mugello e prosegue fino alla frazione di La Querce nel comune di Prato, e l'estremità Nord-Occidentale del Comune di Cantagallo. La sua massima altitudine si riscontra nel Monte Maggiore (916 m); altre vette della catena montuosa sono il Poggio dei Mandrioni (851 m), il Monte Cantagrilli (819 m), il Monte Prataccio (775 m) e La Retaia (772 m), mentre la massima altitudine all'estremità sud-orientale è quella di Poggio Castiglioni (387 m).

## Geologia
L'origine della catena si può ricondurre ad un processo di sedimentazione, iniziato 100 milioni di anni fa. Circa 45 milioni di anni fa ha avuto inizio il processo di sollevamento (ancora in atto). L'attuale posizione risale ad oltre 5 milioni di anni.
La Calvana è caratterizzata da fenomeni carsici, sia superficiali, come le doline, che sotterranei con la presenza di numerose grotte, in parte ancora da esplorare.
La dorsale montuosa è costituita prevalentemente da rocce calcaree, tra cui un calcare bianco conosciuto localmente col nome di pietra alberese, utilizzata nell'edilizia storica e nell'architettura pratese (oltre che per la calce).
L'area risulta essere sismicamente attiva per la presenza di faglie che possono causare eventi sismici di magnitudo superiore a 5, come accadde anche il 26 giugno 1899 con la scossa del terremoto della Valle del Bisenzio.

## Aspetti ambientali
I versanti sono generalmente rivestiti per la maggior parte da boschi di carpino, cerro e roverella. Alcune aree, soprattutto sul versante fiorentino presentano rimboschimenti di conifere e cipressi.
La parte sommitale, dai 700-750 metri fin sui crinali, è invece caratterizzata da aree a prateria, interrotte da macchie e boschetti, che costituiscono la particolarità ambientale della Calvana, ed in cui vivono quasi 60 specie di orchidee spontanee ed altre specie erbacee rare.
Tali aree di crinale sono tradizionalmente utilizzate come pascoli dove è facile trovare la Calvanina (o Calvana), una razza bovina autoctona a rischio di estinzione, così come cavalli allo stato brado.
Alcune zone a bassa altitudine sono coltivate ad oliveti.
La fauna più interessante dal punto di vista ambientale è costituita dalla popolazione di rettili e anfibi. Tra questi due specie tutelate: la salamandrina dagli occhiali, che vive in alcuni torrenti, ed il raro ululone dal ventre giallo, che vive in piccoli stagni.
L'avifauna è rappresentata soprattutto da passeriformi e rapaci (falco pecchiaiolo, albanella minore, biancone)
Sono presenti anche ungulati selvatici introdotti (cinghiale, cervo e capriolo).

## Provvedimenti istitutivi

### Anpil
Nel 2003, le provincie di Prato e Firenze hanno costituito l'Area naturale protetta di interesse locale (ANPIL) della Calvana. L'estensione dell'area è di 4.500 ha per la provincia di Firenze (Barberino di Mugello 2.850 ha e Calenzano 1.650 ha) e di 2.679 ha per la provincia di Prato (Cantagallo 434 ha, Vaiano 1.173 ha, Prato 1.072 ha).
In questa fase, le Amministrazioni Comunali di Barberino di Mugello, Calenzano, Cantagallo, Prato e Vaiano, dovrebbero definire il piano di gestione, attraverso il coordinamento delle Provincie di Prato e Firenze,

### pSIC-SIR
Dal punto di vista ambientale la Calvana è sito di interesse comunitario (Sic) ed ospita specie molto particolari, come orchidee selvatiche e anfibi molto rari.

## Flora
All'interno dell'Anpil - Monte Calvana il Progetto ARCA ha individuato le seguenti specie vegetali:
- Abies alba L.
- Allium pendulinum Ten.
- Anacamptis papilionacea (L.) R.M.Bateman, Pridgeon & M.W.Chase
- Anacamptis pyramidalis (L.) R.C.Rich
- Anemone apennina L.
- Anemone coronaria L.
- Aquilegia vulgaris L.
- Asparagus acutifolius L.
- Bellevalia romana L.
- Centaurea bracteata Scop
- Centaurea calcitrapa L.
- Centaurea dissecta Ten. var. intermedia Fiori.
- Centaurea solstitialis L.
- Chrysanthemum achilleae L.
- Dianthus balbisii Ser.
- Dianthus longicaulis. Ten.
- Dictamnus albus L.

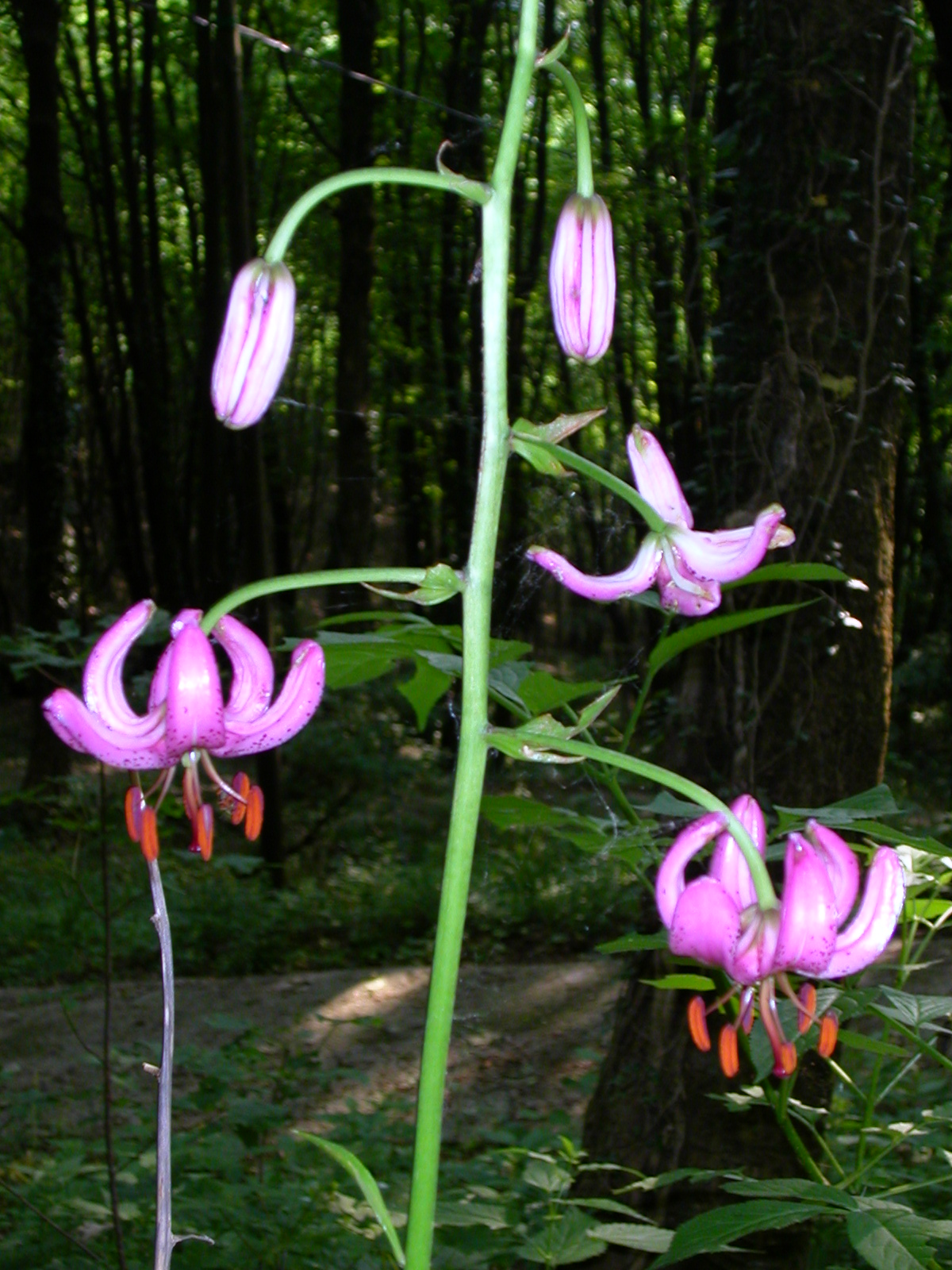
Lilium martagon

- Digitalis lutea L. ssp. australis (Ten.) Arcang.
- Epipactis muelleri Godfery
- Erysimum pseudorhaeticum Polatschek
- Euphorbia flavicoma DC. ssp. verrucosa (Fiori) Pignatti
- Gagea lutea (L.) Ker. Gawl.
- Gagea pratensis (Pers.) Dumort.
- Isopyrum thalictroides L
- Leucojum vernum L.
- Lilium martagon L.
- Listera ovata (L.) R. Br.
- Cavalli selvatici sulla Calvana presso il Monte MaggioreMelampyrum italicum (Beauverd) Soó
- Narcissus tazetta L
- Orchis pauciflora Ten.

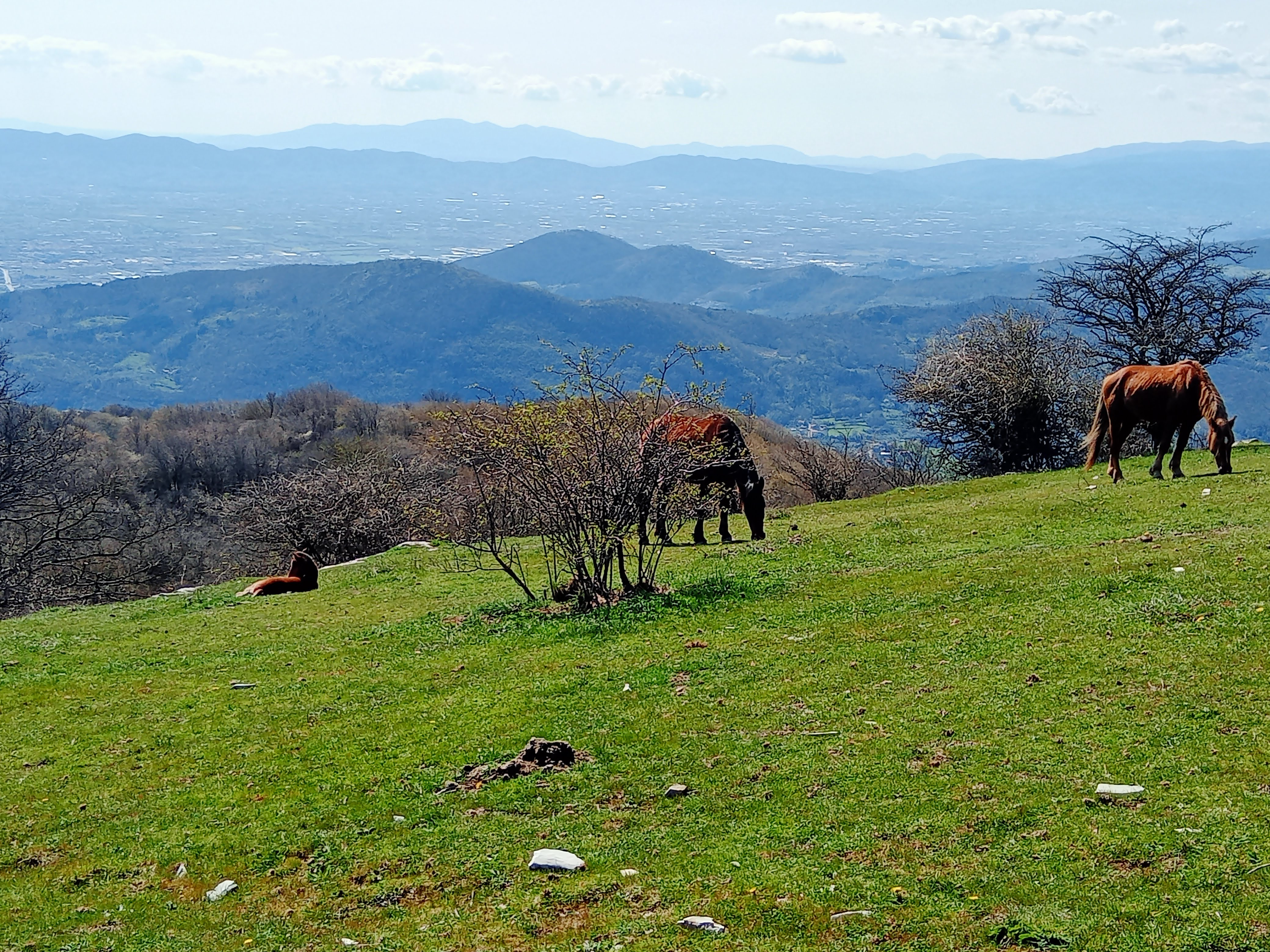
Cavalli selvatici sulla Calvana presso il Monte Maggiore

- Platanthera chlorantha (Custer) Rchb.
- Polygala flavescens DC.
- Polygonatum odoratum (Mill.) Druce
- Primula vulgaris Huds.
- Pseudolisymachion barrelieri (Schott ex R. et S.) Holub
- Pulmonaria picta Rouy (Syn.: Pulmonaria saccharata Auct. Fl. ital.).
- Quercus crenata Lam.
- Ruscus aculeatus L.
- Salvia pratensis L.
- Saxifraga bulbifera L.
- Saxifraga tridactylites L.
- Scilla bifolia L.
- Serapias neglecta DeNot.
- Serapias vomeracea (Burm f.) Briq.
- Vinca minor L.

## Sentieri

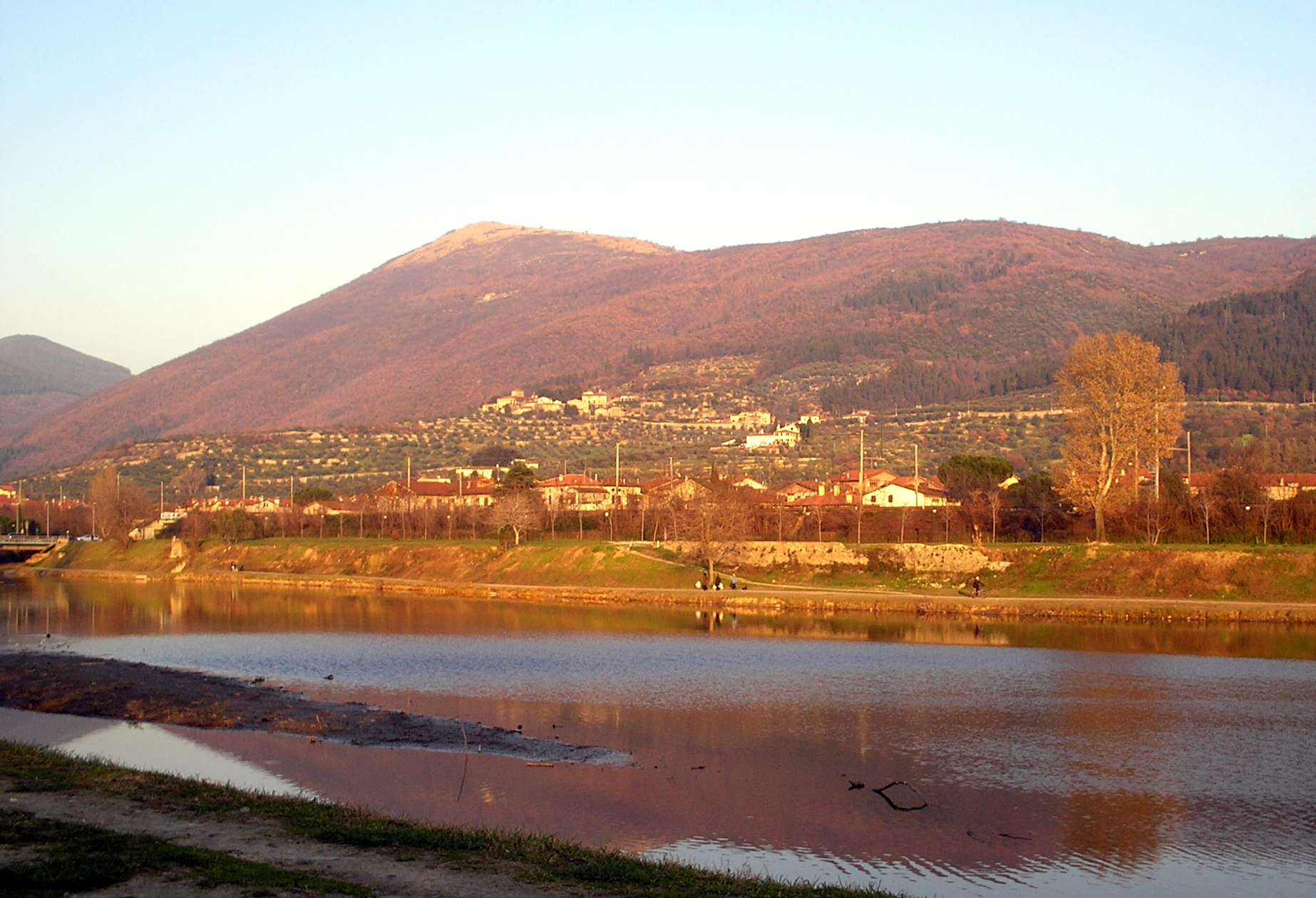
Tipica veduta del monte della Retaia da Viale Galilei lungo il fiume Bisenzio a Prato.

Di seguito sono indicati i vari sentieri, contraddistinti dalla specifica numerazione conferita dal Club Alpino Italiano, che attraversano l'area protetta dei Monti della Calvana.
- Sentiero n. 20: Prato località La Querce-Croce di Castiglioni-Casa Rossa-Passo di Cavagliano-La Retaia-Monte Cantagrilli-Crocicchio di Valibona-Foce ai Cerri-Monte Maggiore-Passo della Croce-Aia Padre-Montecuccoli-Le Soda-Passo della Crocetta-sentiero n. 00 località Poggio ai Prati.
- Sentiero n. 22: Prato località I Cappuccini-Rimpolla-sentiero n. 20 località Croce di Castiglioni.
- Sentiero n. 24: Sentiero n. 42 località San Leonardo-Fonte Buia-Casa Campo al Prete-sentiero n. 28 località Rifugio Casa Bastone-sentiero n.26 località Cavagliano-I Bifolchi-sentiero n. 20 località Casa Rossa.
- Sentiero n. 26: Prato località Filettole-Chiesino di Cavagliano-sentiero n. 20 località Case al Piano.
- Sentiero n. 28: Prato località Canneto-sentiero n. 24 località Rifugio Casa Bastone-sentiero n. 20 località Passo di Cavagliano-Cavagliano-Ciarlico-Torri-Calenzano località Travalle.
- Sentiero n. 40: Prato località I Cappuccini-Filettole-Carteano-Campo al Prete-sentiero n. 20 località Valibona.
- Sentiero n. 42: Prato località Canneto-Rio Buti-San Leonardo-Monte Cagnani-sentiero n. 20 località Foce ai Cerri-Valibona-Calenzano località Carraia.
- Sentiero n. 44: Calenzano località Le Croci-Poggio Cavallina-Fonte Taghera-sentiero n. 20 località Monte Maggiore.
  - Sentiero n. 44 A: Sentiero n. 44 località Poggio Cavallina-sentiero n. 20 località Foce ai Cerri.
- Sentiero n. 46: Vaiano località Sofignano-Rimaggio-Le Cave-sentiero n. 20 località Passo della Croce-Poggio Castellaro-Calenzano località Le Croci.
  - Sentiero n. 46 A: Rimaggio-Fonte al Favo-sentiero n. 20 località Aia Padre.
  - Sentiero n. 46 B: Vaiano località Sofignano-sentiero n. 20 località Poggio dei Mandrioni.
- Sentiero n. 48: Cantagallo località Cerbaia-Rocca di Cerbaia-Foraceca-sentiero n. 20 località Montecuccoli.
- Sentiero n. 60: Vernio località San Quirico-La Bandiera-Cotone-sentiero n. 20 località Le Soda.